# قطعنامه ۳۴۱ شورای امنیت
قطعنامه ۳۴۱ شورای امنیت سازمان ملل متحد که در تاریخ ۲۷ اکتبر ۱۹۷۳ تصویب شد، سندی بین‌المللی دربارهٔ استقرار نیروهای اضطراری سازمان ملل متحد است. این قطعنامه طی نشست ۱٬۷۵۲ام با ۱۴ موافق، ۰ مخالف و ۰ ممتنع تصویب شد.